# 와타나베 히사노부
와타나베 히사노부(일본어: 渡辺 久信, 1965년 8월 2일 ~ )는 일본의 전 프로 야구 선수이자 야구 감독, 야구 해설가·평론가이다.
현역 시절의 애칭은 나베(ナベ), 나베Q(ナベQ).

## 인물

### 프로 입단 전
군마 현립 마에바시 공업고등학교 시절부터 빠른 공을 가진 대형 투수로 관심을 모았다. 1983년의 프로 야구 드래프트 회의에서는 세이부 라이온스가 다카노 히카루를 1순위로 지명했지만 ‘낙첨 1순위’로 와타나베가 지명되어 입단했다.

### 현역 시절
입단 1년차부터 1군에 머물면서 강속구와 포크볼을 무기로 삼아 3년차인 1986년에는 시즌 최다승과 178개의 최다 탈삼진을 석권했다. 1988년, 1990년에는 각각 15승과 18승을 기록하며 다승왕을 차지하는 등 히가시오 오사무, 구도 기미야스, 궈타이위안, 마쓰누마 히로히사 등과 함께 세이부 황금 시대의 중심 투수로서 활약을 했다.
1996년 6월 11일의 오릭스 블루웨이브전에서 노히트 노런을 달성했는데 몇 년전부터 구위력이 약해질 정도의 성적은 침체되고 있어 노히트 노런을 당한 오기 아키라 감독은 “당한 생각이 들지 않는, 데미지가 적은 노히트 노런”이라는 평가를 내렸다(오릭스는 그 후유증도 없었고, 같은해 퍼시픽 리그 우승을 달성했다).
1997년에는 단 한 차례도 승리를 올리지 못한 채 시즌을 마감해 일본 시리즈에서도 투수 다카쓰 신고에게 적시타를 맞는 등 기대 이하의 결과를 남겨 팀의 미래를 위해 젊은 선수들을 기용한다는 방침에 의해 구단으로부터 방출 통보를 받아 1998년에 야쿠르트 스왈로스에 이적한다. 노무라 가쓰야 감독의 지휘 하에 부활이 기대되었지만 거듭되는 부진으로 단 1승을 올리는 데에만 그치는 등 결국 야쿠르트에서도 방출 당했다.
그 후 세이부의 전 감독인 히가시오 오사무의 권유도 있어 지도자의 공부를 위해 중화민국으로 건너가 타이완 직업봉구 대연맹 지아난 용스의 코치로 발탁되었다. 그러나 팀 투수진의 약화와 의사소통이 불가능할 정도의 몸으로 가르치는 것을 알기 쉽다라는 판단하에서 급거 선수 겸임으로 활동했다. 1년차인 1999년에는 시즌 18승을 올려 중화민국 야구계를 대표하는 에이스로서의 명성을 날리기도 했고 2001년에는 현역 생활을 은퇴했다.

### 은퇴 후
은퇴한 이듬해인 2002년부터는 TV 아사히, TV 사이타마, 분카 방송, 닛칸 스포츠 등에서 야구 평론가로 활동했다.

### 지도자 생활

#### 2004년 ~ 2007년
2004년에 친정팀인 세이부로 복귀해서 2군 투수 코치로 부임했고 이듬해인 2005년부터는 2군 감독 겸임, 2007년에는 2군 감독을 역임하는 등 지도자로서의 길을 무난하게 걸어 왔다.

#### 2008년
그 해부터는 이토 쓰토무의 후임으로 1군 감독으로 승격, 전년도 B클래스에 머물러 있을 정도의 침체된 팀을 부임 1년 만에 우승으로 이끌었다. 구단의 주도로 구로에 유키노부(2008년 시즌 끝으로 퇴단)를 수석 코치로 자리잡아 스스로 오쿠보 히로모토, 세이케 마사카즈, 구마자와 도루를 코치로서 초빙하는 등 팀의 전력을 끌어 올렸다. 포스트 시즌에서는 클라이맥스 시리즈 제2 스테이지에서 4승 2패(어드벤티지를 포함한다)의 성적으로 홋카이도 닛폰햄 파이터스를, 일본 시리즈에서는 4승 3패로 요미우리 자이언츠를 누르고 4년 만에 일본 시리즈 우승을 석권, 아시아 시리즈도 제패했다. 시즌 종료 후 리그 우승, 일본 시리즈 우승, 아시아 시리즈 우승 등을 이끈 공로로 일본 야구계의 최고 상인 쇼리키 마쓰타로상을 수상했다.
이토의 경우 정규 시즌 2위로 플레이오프와 일본 시리즈를 제패했기 때문에 세이부에서는 시즌 1위와 일본 시리즈 우승을 양쪽 모두 달성한 것은 모리 마사아키 감독 시절인 1992년 이후의 사례였고 전년도에 B클래스로 추락한 팀을 부임 1년차 감독이 일본 시리즈 우승으로 이끈 것은 사상 최초의 쾌거였다. 부임 1년차 감독의 일본 시리즈 우승은 유아사 요시오(마이니치 오리온스·1950년), 가와카미 데쓰하루(요미우리·1961년), 후지타 모토시(요미우리·1981년), 모리(세이부·1986년), 곤도 히로시(요코하마 베이스타스·1998년), 하라 다쓰노리(요미우리·2002년), 이토(2004년)에 이은 여덟번째이다. 그리고 투수 출신 감독이 일본 시리즈 우승 달성은 유아사, 가네다 마사이치, 후지타, 곤도에 이은 다섯번째였다.

#### 2009년
B클래스에 해당되는 4위로 떨어졌지만 구단으로부터 감독직을 계속 맡아달라는 요청으로 2년 계약을 맺었다. 그 해의 드래프트 회의에서는 하나마키히가시 고등학교의 기쿠치 유세이를 6개 구단에서 경합한 끝에 영입되었다.

#### 2010년
중간 계투진의 붕괴로 침체된 전년도와는 대조적으로 오카모토 아쓰시, 후지타 다이요, 오사다 슈이치로, 브라이언 시코스키 등을 일명 ‘승리의 방정식’을 확립했지만 후지타는 8월에 2군으로 격하, 시코스키는 9월 이후가 되면서 축적된 피로 때문에 구원 실패하는 경우가 많았다. 올스타전 직전까지의 전반기 성적은 선두(2위 소프트뱅크에 반 경기차)로 끝냈다. 9월 16일 시점에서는 우승 매직넘버 4가 되어 2위 후쿠오카 소프트뱅크 호크스와의 3경기 반 차이를 내고 있었지만 9월 18일 ~ 9월 20일의 소프트뱅크전에서 내리 3연패를 당해 다시 반경기차로 추격당했고 9월 23일 야간 경기에서의 도호쿠 라쿠텐 골든이글스전에서 패하는 등 주간 경기에서 소프트뱅크가 지바 롯데에게 이겼기 때문에 결국 2위로 떨어져 소프트뱅크가 선두로 올라서며 소프트뱅크에게 매직넘버 2가 되었다. 9월 25일의 경기에서는 세이부, 소프트뱅크가 모두 승리해 매직넘버가 1이 되어 9월 26일에 세이부가 닛폰햄에게 패하는 등 결국 2위로 시즌을 마쳤다. 팀 평균자책점은 세이부의 전신인 크라운라이터 시절 이후 33년 만에 최하위에 떨어졌다.
그 후 클라이맥스 시리즈 첫 상대인 지바 롯데와 상대했지만 2경기 연속으로 연장전에서의 끝내기 패배를 당해 시즌을 끝냈다.

#### 2011년
시즌 초반에 투수진의 부진이 주된 요인이 되면서 전반기에서는 구단 역사상 15년 만에 최하위로 떨어질 정도의 암울한 시기를 보냈다. 그러나 후반기가 시작되면서 신인 선수인 마키타 가즈히사를 구원 투수로서 발탁시켜 셋업맨으로서 기용한 쉬밍지에와 오카모토 아쓰시 등을 등판시키는 등 승리하는 경기에 있어서의 계투 패턴을 확립해 투수진을 지원 조치했고 주력 타자인 나카지마 히로유키를 주장으로 임명시켜 팀의 재건을 도모했다.
입단 3년차인 아사무라 히데토나 신인 아키야마 쇼고 등의 젊은 선수들을 기용해가면서 9월 14일부터 27일에 걸쳐 10연승을 기록하는 등 9월의 월간 성적을 19승 5패를 기록하여 클라이맥스 시리즈 출전에 희망을 연결했다. 3위였던 오릭스 버펄로스와 1경기 차이로 4위에 머문 10월 18일의 시즌 최종전(대 닛폰햄)에 승리했고 같은 날 오릭스가 경기에서 패하여 승률에서는 근소한 차로 3위에 오르면서 클라이맥스 시리즈 출전을 결정함과 동시에 승률 5할 이상의 성적으로 기록하면서 정규 페넌트레이스의 모든 일정을 종료했다. 같은 날 경기 종료 후 구단으로부터 다음 시즌의 연임 요청을 수락해 1년 계약을 맺고 2012년 시즌에도 지휘를 맡겠다고 밝혔다. 이후 클라이맥스 시리즈 퍼스트 스테이지 상대 팀인 닛폰햄을 누르고 파이널 스테이지 진출을 결정했지만 소프트뱅크와의 파이널 스테이지에서 0승 3패의 성적으로 패해 일본 시리즈 진출에는 실패하였다.

## 상세 정보

### 출신 학교
- 군마 현립 마에바시 공업고등학교

### 선수 경력
NPB
- 세이부 라이온스(1984년 ~ 1997년)
- 야쿠르트 스왈로스(1998년)

TML
- 지아난 용스(1999년 ~ 2001년) ※코치 겸임.

### 지도자·기타 경력
- TV 아사히, TV 사이타마, 분카 방송, 닛칸 스포츠 야구 해설위원(2002년 ~ 2003년)
- 세이부 라이온스 2군 투수 코치(2004년 ~ 2006년)
- 세이부 라이온스 2군 감독(2007년)
- 사이타마 세이부 라이온스 감독(2008년 ~ 2013년)

### 수상·타이틀 경력

#### 타이틀
NPB
- 다승왕 : 3회(1986년, 1988년, 1990년)
- 최고 승률 : 1회(1986년)
- 최다 탈삼진(당시는 타이틀이 아님) : 1회(1986년) ※퍼시픽 리그에서는 1989년부터 타이틀로 제정.

TML
- 다승왕(1999년)
- 최다 탈삼진(1999년)
- 최우수 평균 자책점(1999년)

#### 수상
- 베스트 나인 : 1회(1986년)
- 골든 글러브상 : 1회(1990년)
- 일본 시리즈 우수 선수상 : 2회(1990년, 1991년)
- 쇼리키 마쓰타로상 : 1회(2008년)

### 개인 기록

#### 첫 기록
- 첫 등판 : 1984년 6월 29일, 대 닛폰햄 파이터스 14차전(세이부 라이온스 구장), 9회초에 2번째 투수로 구원 등판·마무리, 1이닝 무실점
- 첫 탈삼진 : 상동, 9회초에 이가라시 신이치로부터
- 첫 선발 : 1984년 7월 5일, 대 롯데 오리온스 14차전(세이부 라이온스 구장), 8이닝 2실점
- 첫 완투 : 1984년 7월 19일, 대 한큐 브레이브스 19차전(세이부 라이온스 구장), 6이닝 1실점(우천 콜드)
- 첫 승리·첫 완투 승리 : 1984년 8월 18일, 대 롯데 오리온스 18차전(세이부 라이온스 구장), 9이닝 2실점
- 첫 세이브 : 1985년 5월 17일, 대 한큐 브레이브스 7차전(세이부 라이온스 구장), 8회초에 4번째 투수로 구원 등판·마무리, 2이닝 무실점
- 첫 완봉 승리 : 1986년 5월 26일, 대 긴테쓰 버펄로스 8차전(세이부 라이온스 구장)
- 첫 안타 : 1992년 10월 10일, 대 닛폰햄 파이터스 25차전(세이부 라이온스 구장), 3회말에 가네이시 아키히토로부터 좌전 안타

#### 기록 달성 경력
- 통산 1000투구 이닝 : 1990년 5월 22일, 대 닛폰햄 파이터스 5차전(도쿄 돔), 1회말 3아웃에 달성
- 통산 1000탈삼진 : 1991년 10월 2일, 대 롯데 오리온스 24차전(세이부 라이온스 구장), 3회초에 사토 겐이치로부터 ※역대 83번째
- 통산 1500투구 이닝 : 1993년 4월 10일, 대 후쿠오카 다이에 호크스 1차전(세이부 라이온스 구장), 4회초 2아웃에 달성
- 통산 100승 : 1993년 5월 12일, 대 오릭스 블루웨이브 5차전(세이부 라이온스 구장), 9이닝 1실점 완투 승리 ※역대 106번째
- 통산 1500탈삼진 : 1996년 7월 9일, 대 닛폰햄 파이터스 15차전(도쿄 돔), 6회말에 베르나르도 브리토로부터 ※역대 40번째
- 통산 2000투구 이닝 : 1997년 6월 14일, 대 닛폰햄 파이터스 13차전(세이부 라이온스 구장), 4회초 1아웃에 달성

#### 일본 시리즈
- 6연승(1986년 제6차전 ~ 1993년 제3차전) ※시리즈 기록
- 2경기 연속 완봉 승리(1990년 제1차전, 1991년 제3차전) ※시리즈 타이 기록
- 통산 폭투 : 6개(시리즈 기록)
- 시리즈 폭투 : 2개(1988년, 1993년)[5]
- 1경기 폭투 : 2개(1988년 제1차전) ※시리즈 타이 기록

#### 기타
- 노히트 노런 : 1회(1996년 6월 11일, 대 오릭스 블루웨이브 12차전, 세이부 라이온스 구장) ※역대 63번째
- 올스타전 출장 : 6회(1985년, 1986년, 1988년 ~ 1990년, 1992년)

### 등번호
- 41(1984년 ~ 1997년)
- 21(1998년)
- 74(2004년 ~ 2007년)
- 99(2008년 ~ 2013년)

### 연도별 투수 성적

#### 일본 프로 야구 성적
| 연 도       | 소 속       | 등 판 | 선 발 | 완 투 | 완 봉 | 무 4 구 | 승 리 | 패 전 | 세 이 브 | 홀 드 | 승 률 | 타 자 | 이 닝  | 피 안 타 | 피 홈 런 | 볼 넷 | 고 4 | 몸 맞 | 탈 삼 진 | 폭 투 | 보 크 | 실 점 | 자 책 점 | 평 자 책 | W H I P |
| ----------- | ----------- | ----- | ----- | ----- | ----- | ------- | ----- | ----- | -------- | ----- | ----- | ----- | ------ | -------- | -------- | ----- | ---- | ----- | -------- | ----- | ----- | ----- | -------- | -------- | ------- |
| 1984년      | 세이부      | 15    | 7     | 2     | 0     | 0       | 1     | 1     | 0        | --    | .500  | 219   | 52.2   | 41       | 7        | 29    | 1    | 2     | 38       | 0     | 0     | 24    | 23       | 3.93     | 1.33    |
| 1985년      | 세이부      | 43    | 15    | 7     | 0     | 0       | 8     | 8     | 11       | --    | .500  | 644   | 152.0  | 132      | 22       | 72    | 2    | 3     | 121      | 0     | 1     | 59    | 54       | 3.20     | 1.34    |
| 1986년      | 세이부      | 39    | 24    | 13    | 1     | 0       | 16    | 6     | 1        | --    | .727  | 907   | 219.1  | 191      | 22       | 76    | 2    | 6     | 178      | 5     | 0     | 79    | 70       | 2.87     | 1.22    |
| 1987년      | 세이부      | 30    | 9     | 5     | 1     | 0       | 5     | 3     | 8        | --    | .625  | 434   | 105.2  | 81       | 10       | 42    | 4    | 4     | 74       | 1     | 0     | 43    | 36       | 3.07     | 1.16    |
| 1988년      | 세이부      | 28    | 25    | 14    | 3     | 0       | 15    | 7     | 0        | --    | .682  | 754   | 185.0  | 163      | 29       | 59    | 2    | 3     | 123      | 4     | 0     | 79    | 74       | 3.60     | 1.20    |
| 1989년      | 세이부      | 29    | 28    | 17    | 4     | 0       | 15    | 11    | 0        | --    | .577  | 956   | 226.2  | 210      | 34       | 86    | 5    | 4     | 174      | 3     | 0     | 93    | 86       | 3.41     | 1.31    |
| 1990년      | 세이부      | 30    | 29    | 16    | 2     | 1       | 18    | 10    | 0        | --    | .643  | 944   | 224.1  | 206      | 31       | 84    | 5    | 2     | 172      | 3     | 0     | 77    | 74       | 2.97     | 1.29    |
| 1991년      | 세이부      | 25    | 23    | 6     | 1     | 0       | 7     | 10    | 0        | --    | .412  | 658   | 151.1  | 142      | 17       | 68    | 3    | 5     | 127      | 7     | 0     | 79    | 74       | 4.40     | 1.39    |
| 1992년      | 세이부      | 28    | 26    | 8     | 2     | 0       | 12    | 12    | 0        | --    | .500  | 777   | 179.1  | 164      | 17       | 84    | 1    | 4     | 141      | 8     | 0     | 83    | 76       | 3.81     | 1.38    |
| 1993년      | 세이부      | 26    | 25    | 7     | 1     | 0       | 9     | 14    | 0        | --    | .391  | 692   | 160.0  | 153      | 15       | 70    | 2    | 3     | 143      | 7     | 0     | 72    | 68       | 3.83     | 1.39    |
| 1994년      | 세이부      | 25    | 24    | 4     | 0     | 0       | 9     | 8     | 0        | --    | .529  | 653   | 146.1  | 149      | 16       | 73    | 2    | 5     | 97       | 14    | 0     | 79    | 71       | 4.37     | 1.52    |
| 1995년      | 세이부      | 20    | 7     | 0     | 0     | 0       | 3     | 4     | 6        | --    | .429  | 216   | 49.1   | 42       | 7        | 29    | 0    | 1     | 43       | 3     | 0     | 31    | 31       | 5.66     | 1.44    |
| 1996년      | 세이부      | 20    | 19    | 5     | 2     | 0       | 6     | 9     | 0        | --    | .400  | 509   | 118.1  | 116      | 19       | 50    | 0    | 3     | 92       | 6     | 0     | 66    | 60       | 4.56     | 1.40    |
| 1997년      | 세이부      | 12    | 7     | 0     | 0     | 0       | 0     | 2     | 0        | --    | .000  | 193   | 43.1   | 42       | 4        | 25    | 0    | 2     | 37       | 1     | 0     | 25    | 20       | 4.15     | 1.55    |
| 1998년      | 야쿠르트    | 19    | 9     | 1     | 0     | 0       | 1     | 5     | 1        | --    | .167  | 267   | 61.2   | 56       | 9        | 36    | 3    | 2     | 49       | 1     | 0     | 30    | 29       | 4.23     | 1.49    |
| 통산 : 15년 | 통산 : 15년 | 389   | 277   | 105   | 17    | 1       | 125   | 110   | 27       | --    | .532  | 8823  | 2075.2 | 1888     | 259      | 883   | 32   | 49    | 1609     | 63    | 1     | 919   | 846      | 3.67     | 1.33    |

- 굵은 글씨는 시즌 최고 성적.

#### 중화민국 프로 야구 성적
| 연도       | 소속        | 등판 | 완투 | 완봉 | 승리 | 패전 | 세이브 | 승률 | 투구 이닝 | 피안타 | 사사구 | 탈삼진 | 자책점 | 평균자책점 |
| ---------- | ----------- | ---- | ---- | ---- | ---- | ---- | ------ | ---- | --------- | ------ | ------ | ------ | ------ | ---------- |
| 1999년     | 지아난 용스 | 28   | 8    | 2    | 18   | 7    | 0      | .720 | 207.2     | 195    | 50     | 201    | 54     | 2.34       |
| 2000년     | 지아난 용스 | 27   | 7    | 1    | 15   | 8    | 0      | .652 | 203.2     | 194    | 42     | 169    | 56     | 2.47       |
| 2001년     | 지아난 용스 | 23   | 3    | 0    | 2    | 7    | 4      | .222 | 86.1      | 81     | 8      | 80     | 35     | 3.65       |
| 통산 : 3년 | 통산 : 3년  | 78   | 18   | 3    | 35   | 22   | 4      | .614 | 497.2     | 470    | 100    | 450    | 145    | 2.62       |

- 굵은 글씨는 시즌 최고 성적.

### 감독으로서의 팀 성적

#### 정규 시즌
| 연도       | 소속       | 순위       | 경기 | 승리 | 패전 | 무승부 | 승률 | 승차                         | 팀 홈런                      | 팀 타율                      | 팀 평균자책점                | 연령                         |
| ---------- | ---------- | ---------- | ---- | ---- | ---- | ------ | ---- | ---------------------------- | ---------------------------- | ---------------------------- | ---------------------------- | ---------------------------- |
| 2008년     | 세이부     | 1위        | 144  | 76   | 64   | 4      | .543 | -                            | 198                          | .270                         | 3.86                         | 43세                         |
| 2009년     | 세이부     | 4위        | 144  | 70   | 70   | 4      | .500 | 11                           | 163                          | .261                         | 4.01                         | 44세                         |
| 2010년     | 세이부     | 2위        | 144  | 78   | 65   | 1      | .545 | 0                            | 150                          | .271                         | 4.19                         | 45세                         |
| 2011년     | 세이부     | 3위        | 144  | 68   | 67   | 9      | .504 | 20.5                         | 150                          | .253                         | 3.15                         | 46세                         |
| 2012년     | 세이부     | 2위        | 144  | 72   | 63   | 9      | .533 | 3                            | 78                           | .251                         | 3.24                         | 47세                         |
| 통산 : 5년 | 통산 : 5년 | 통산 : 5년 | 720  | 364  | 329  | 27     | .525 | A클래스 : 4회, B클래스 : 1회 | A클래스 : 4회, B클래스 : 1회 | A클래스 : 4회, B클래스 : 1회 | A클래스 : 4회, B클래스 : 1회 | A클래스 : 4회, B클래스 : 1회 |

- 순위에서 굵은 글씨는 일본 시리즈 우승.

#### 포스트 시즌
| 연도   | 소속   | 경기명                                        | 상대팀                                             | 성적                           |
| ------ | ------ | --------------------------------------------- | -------------------------------------------------- | ------------------------------ |
| 2008년 | 세이부 | 퍼시픽 리그 클라이맥스 시리즈 2스테이지       | 홋카이도 닛폰햄 파이터스(퍼시픽 리그 3위)          | 4승 2패 = 일본 시리즈 진출     |
| 2008년 | 세이부 | 일본 시리즈                                   | 요미우리 자이언츠(센트럴 리그 1위)                 | 4승 3패 = 일본 시리즈 우승     |
| 2008년 | 세이부 | 아시아 시리즈 예선                            | 통이 세븐일레븐 라이온즈 SK 와이번스 톈진 라이온스 | 2승 1패 = 결승 진출            |
| 2008년 | 세이부 | 아시아 시리즈 결승전                          | 통이 세븐일레븐 라이온즈 (예선 2위)                | 1x-0 = 아시아 시리즈 우승      |
| 2010년 | 세이부 | 퍼시픽 리그 클라이맥스 시리즈 퍼스트 스테이지 | 지바 롯데 마린스(퍼시픽 리그 3위)                  | 0승 2패 (패전)                 |
| 2011년 | 세이부 | 퍼시픽 리그 클라이맥스 시리즈 퍼스트 스테이지 | 홋카이도 닛폰햄 파이터스(퍼시픽 리그 2위)          | 2승 0패 = 파이널 스테이지 진출 |

1. 성적에서의 굵은 글씨는 승리 또는 우승한 것을 나타냄.
2. 2008년 클라이맥스 시리즈 2스테이지는 6경기제이며 먼저 4승을 한 팀은 우승, 리그 우승 팀에게 어드벤티지 1승을 부여함.
3. 2008년 클라이맥스 시리즈의 성적은 어드벤티지의 1승을 포함한다.

## 같이 보기
- 2008년 일본 시리즈